# Halicarcinus tongi
Halicarcinus tongi is een krabbensoort uit de familie van de Hymenosomatidae. De wetenschappelijke naam van de soort is voor het eerst geldig gepubliceerd in 1975 door Melrose.